# Métabief
Métabief település Franciaországban, Doubs megyében. Lakosainak száma 1395 fő (2022. január 1.). Métabief Touillon-et-Loutelet, Saint-Antoine és Les Hôpitaux-Neufs községekkel határos.

## Népesség
A település népességének változása:
| Lakosok száma | 165  | 250  | 504  | 897  | 1119 | 1179 | 1196 | 1339 | 1411 | 1395 |
|               | 1968 | 1982 | 1990 | 2006 | 2013 | 2015 | 2017 | 2019 | 2020 | 2022 |